# Barry Hearn
Barry Hearn (Dagenham, Essex, 19 juni 1948) is een Britse ondernemer en sportbestuurder. Hij is de oprichter en voorzitter van Matchroom Sport en vooral bekend als voorzitter van de PDC (voorheen ook van de WPBSA).

## Snooker
Hearn begon als promotor bij het snooker in de jaren 70. Hij werd manager van Steve Davis en richtte begin jaren 80 zijn promotiekantoor Matchroom op. Hij had onder andere Dennis Taylor en Ronnie O'Sullivan onder contract.

## Boksen
Eind jaren 80 kwam ook boksen in zijn portfolio. Hij was de manager van onder andere Chris Eubank, Lennox Lewis en Naseem Hamed. In 1992 fungeerde Hearn als promotor van Regilio Tuur. Een aantal jaar geleden werd de bokstak van Matchroom overgenomen door zijn zoon Eddie. Matchroom is de grootste bokspromoter in Engeland vandaag met onder anderen Carl Froch en Anthony Joshua onder contract.

## Darts
In het begin van de jaren 90 werd Hearn voorzitter van de PDC. Omdat de PDC werd uitgezonden op de commerciële zender Sky Sports en door het aantrekken van sponsors, kon er meer prijzengeld worden uitgekeerd dan bij de andere dartsbond, de BDO. Hierdoor werd PDC de grootste en meest populaire dartsbond.

## Voetbal
Van 1995 tot 2014 was Hearn de voorzitter van voetbalclub Leyton Orient. Hij kocht de club destijds voor 5 pond. De club promoveerde in 2006 naar de League One, de 3e klasse in Engeland.

## Persoonlijk
Hearn is getrouwd en vader van twee kinderen. De shows die hij promoot, worden uitgezonden door Sky Sports. Hij is ook de bedenker van het jaarlijkse Fish-O-Mania evenement en promoot ook andere sporten als pool, golf en bowlen. In 2002 kreeg hij een hartaanval. Hij is een multimiljonair.